# Хилтон, Родни
Ро́дни Го́вард Хи́лтон (англ. Rodney Howard Hilton; 17 ноября 1916 — 7 июня 2002) — английский историк-марксист, специализировавшийся на позднем средневековье (в частности, аграрных отношениях, крестьянских движениях и классовой борьбе в позднесредневековой Англии) и проблеме перехода от феодализма к капитализму в целом. Член Британской академии (1977).

## Биография
Родился в Манчестере, учился в Колледже Баллиола Оксфордского университета. В Коммунистическую партию Великобритании вступил ещё студентом Оксфорда, до Второй мировой войны. Был сотрудником теоретического органа партии «Communist Review», входил в «Историческую группу» Компартии Великобритании. Он и ряд других участников «группы» вышли из партии в 1956 году в знак протеста против подавления Венгерского восстания советскими войсками. В течение 36 лет преподавал экономическую и социальную историю Англии в Бирмингемском университете.
По сфере интересов и «новым левым» настроениям был близок Э. П. Томпсону. В 1947 году вышло в свет его первое фундаментальное исследование, посвящённое Лейстерширским поместьям в XIV—XV веках. В 1950 году последовал написанный Родни Хилтоном совместно с Хайменом Фаганом труд о восстании Уота Тайлера — «Английское восстание 1381 года», изданный в 1952 году в русском переводе («Восстание английского народа в 1381 году»). В том же году была опубликована публицистическая работа Хилтона «Свобода и коммунизм». К теме восстания Уота Тайлера Хилтон возвращается в книге 1973 года «Закрепощённые освобождаются: Средневековое крестьянское восстание 1381 года». В 1976 году выступил редактором сборника «Крестьяне, рыцари и еретики: изучение средневековой социальной истории Англии». 

## Наиболее значительные работы
- Поэма XIII века о спорных повинностях вилланов (1941)
- Экономическое развитие некоторых поместий Лестершира в XIV—XV веках (1947)
- Коммунизм и свобода (1950)
- Хилтон Р., Фаган Г. Восстание английского народа в 1381 г. = The English Rising of 1381 (1950) — М.: Издательство иностранной литературы, 1952. — 209 с.
- Средневековое общество: Восточный Мидланд в конце тринадцатого столетия (1966)
- Падение крепостничества в средневековой Англии (1969)
- Закрепощённые освобождаются: Средневековое крестьянское восстание 1381 года (1973)
- Английское крестьянство в позднее средневековье (1975)
- Переход от феодализма к капитализму (1976)
- Классовый конфликт и кризис феодализма (1983)
- Перемены за переменами: Сон о Джоне Болле (1990)
- Английские и французские города в феодальном обществе: сравнительное исследование (1992)
- Власть и правосудие в средневековой Англии (1992)